# Булла-Дениз
Булла-Дениз — газоконденсатное месторождение в Азербайджане. Месторождение расположено в 80 км к югу от Баку, и было открыто в 1975 году. Глубина моря на месторождении колеблется от 5 до 30 метров.
Нефтегазоносность связана с отложениями мелового возраста. Начальные запасы газа оцениваются в 17 млрд м³.
Оператором месторождения является азербайджанская государственная нефтяная компания ГНКАР. В настоящее время здесь действуют 15 скважин, которые в целом за сутки добывают 1 млн кубометров газа.